# Harry Hay (natation)
Pour les articles homonymes, voir Harry Hay et Hay.
Harry Hay, né en 1893 à Maitland (Australie-Méridionale) et mort le 30 mars 1952, est un nageur australien.

## Biographie
Aux Jeux olympiques d'été de 1920 à Anvers, Harry Hay remporte la médaille d'argent à l'issue de la finale du relais 4x200m nage libre en compagnie de Frank Beaurepaire, William Herald et Ivan Stedman.